# Er wordt gebeld, doe eens open
Er wordt gebeld, doe eens open is een hoorspel van Jarosław Abramow. Mach auf, es läutet werd op 21 oktober 1973 door de Saarländischer Rundfunk uitgezonden. Lex Lammen vertaalde het en de NCRV zond het uit op maandag 28 juli 1975, van 23:09 uur tot 23:55 uur. De regisseur was Ab van Eyk.

## Rolbezetting
- Willy Ruys (Leopold)
- Fé Sciarone (Marta)
- Trudy Libosan (eerste stem)
- Jan Wegter (tweede stem)

## Inhoud
In dit hoorspel wisselen verschillende niveaus elkaar voortdurend af: het heden van het hoofdpersonage Leopold, een succesvolle professor, wordt onderbroken door flash backs, dus het verleden, of door droomstemmen die persoonlijke conflicten bezweren, enz. Elk van die niveaus heeft als functie de tegenwoordige toestand van Leopold onzeker te maken, hem te isoleren en aan een gestage anonieme druk te onderwerpen. Daarbij valt het stuk in twee helften uiteen: in een privé-persoonlijke en in een overeenkomstige beroeps-politieke. Privé wordt de plaats van Leopold in de familie voortdurend in twijfel getrokken en bedreigd. Beroepshalve moest Leopold zich, om zijn bestaan niet in gevaar te brengen, tot een opportunistische verklikker ontwikkelen. Het private en het beroepsniveau dekken elkaar volledig. Op een dag wordt dit moeilijke evenwicht gevoelig verstoord. Leopold wordt zelf aan de dijk gezet...